# 446 до н. е.

## Події
- консули Риму Тит Квінкцій Капітолін Барбат (вчетверте) та Агріппа Фурій Фуз
- битва біля Корбіону, чергова перемога військ республіки над еквами
- битва біля р. Гимер (Сицилія), перемога Сиракуз над Акрагосом.
- 83 олімпіада, рік третій
- антиафінське повстання Евбеї, Мегари повертаються до Пелопоннеської спілки, спартанське військо входить до Аттики
- (близько цього) участь скіфського царя Скіла у ольвійських Діонісіях спричинила заколот серед скіфів, повалення, втечу та смерть Скіла від нового царя та його брата Октамасада.

## Народились
- Агафон — давньогрецький поет.

## Померли
- (близько цього) цар скіфів Скіл (460-ті — 446)